# Anthidium aymara
Anthidium aymara is een vliesvleugelig insect uit de familie Megachilidae. De wetenschappelijke naam van de soort is voor het eerst geldig gepubliceerd in 1998 door Toro & Rodríguez.